# 精準制
精準制（英語：Precision Club，簡稱Precision），是橋牌中的一個叫牌制度。它盛行於世界各地，特別在中國及東南亞地區，流行程度僅次於美國標準黃卡。
精準制以開叫 1♣ 為主，是一種強梅花制。它使用 1♣ 開叫表示任何16大牌點或以上的強牌（除了可以開叫 2NT 外），而其他開叫均限制在11-15大牌點內。由於精準制開叫的牌力限制性很強，因此答叫人很快就可以確定合約應叫到的線位，以後的叫牌相對上較為方便。

## 歷史
精準制由魏重慶於1965年發明，當時他極力向人推薦。但大部分美國人並沒有接受他的意見，繼續使用美國標準黃卡，因此，他組織及訓練了一些牌手成為中華隊(代表台灣)，來展示精準制的實力。結果，中華隊成功在百慕大杯上擊敗了美國隊，拿到了第二名，僅次於當時實力最強的意大利藍隊，引起了很多橋牌好手和專家的關注。
在中華隊奪得亞軍後不久，意大利藍隊也採用了精準制，並對 1♣ 開叫後的叫牌作出改良，加入了一套意大利式問叫，並將改良後的精準制稱為超級精準制。此舉令很多原本採用自然制的牌手紛紛改用精準制，精準制開叫盛行。
雖然精準制大幅增加了叫牌的限制性和準確度，但仍有不少缺點，例如精準制 1♣ 開叫抗干擾性較差，因而在八九十年代，牌手開始發明各種破壞性爭叫來對付精準制的 1♣ 開叫，並取得很好的成績。此外，由於傳統的精準制在 1NT 開叫後不使用轉移叫，因而在 1NT 開叫後常常會出現莊位不利的情況。許多使用精準制的專家嘗試以不同方法解決上述問題，精準制就分為多種流派，出現了很多較傳統的精準制不同的變體。
踏入二十一世紀，二蓋一逼叫成局制被發明，解決了很多自然制不能解決的問題。不久，有專家發現把二蓋一逼叫成局制的理念融入精準制中能更容易建立準確的叫牌，自此，牌手通常在比賽中使用精準制時，二蓋一答叫都是逼叫成局的。

## 開叫
精準制規定開叫按下列優先次序選擇：
- 開叫 2NT
- 開叫 1♣
- 開叫 1♥ / 1♠
- 開叫 1NT
- 開叫 2♣
- 開叫 1♦
- 開叫 2♦
- 各種阻擊開叫

各種開叫的要求如下：  

### 開叫 1♥/ 1♠
精準制通常使用「5張高花開叫」，也就是說，開叫 1♥ / 1♠ 所叫花色通常必須有5張或以上。
精準制同時將開叫 1♥ / 1♠ 的牌力限制為11-15大牌點（有5-4兩套或所叫高花有6張時10大牌點也可以開叫 1♥ / 1♠ ），失磴數通常有5-8個。但是，如果持有一手不需要同伴太多的支持就可以成局的牌，有14大牌點便應該強開叫 1♣ ，下面是幾個例子：
- ♠ 97532 ♥ AJ6 ♦ QJ4 ♣ K8
開叫 1♠ 。5張高花即使是5張小牌也可以叫出。這牌有8個失磴，是開叫 1♠ 最差的牌，牌再差一些就不能開叫了。
- ♠ K95 ♥ AKQ43 ♦ 7 ♣ K862
開叫 1♥ 。這手牌只有5個失磴，是開叫 1♥ 最好的牌，要是在除 ♦ 外的其他三門再多1點或將一張 ♦ 換成其他花色，那麼就應該開叫 1♣ 了。
- ♠ J10932 ♥ AKQ8 ♦ 75 ♣ 64
開叫 1♠ 。如果牌型較好，即使只有10大牌點也可以開叫1線高花（ 1♥ / 1♠ ）。不過，這手牌不能開叫 1♥ ，因為開叫1線高花所叫高花必須有5張或以上。
- ♠ KJ1053 ♥ AKJ104 ♦ 9 ♣ 72
開叫 1♠ 。持有5-5高花時一般先開叫級別較高的 ♠ ，下一輪再叫出 ♥ ，即使 ♠ 套的質量比 ♥ 套的差。
- ♠ KQJ76 ♥ AKJ1054 ♦ 8 ♣ 3
強開叫 1♣ 。持有如此強的一手牌，簡單地開叫1線高花很可能因為同伴弱牌不答叫而丟局。這手牌雖然只有14大牌點，但只有4個失磴，只要同伴有 ♠A或 ♥Q 而且配合一套高花，就可以成局。因而，這類牌以開叫 1♣ 為宜。

### 開叫 1NT
精準制要求開叫 1NT 有14-15大牌點，平均牌型，沒有5張高花，允許有花色沒有擋張，由於開叫 1NT 的大牌點要求低於美國標準黃卡或其他大部分自然制，所以也被稱為「弱無王開叫」。
如果只有13大牌點，但不是4333牌型或4-4兩套低花的4432牌型，並且牌點質量很好或有4-4兩套高花或5張好的低花套，也可以開叫 1NT 。
相反，如果有16大牌點，但為4333牌型或4-4兩套低花的4432牌型，並且牌點質量較差並且沒有4-4高花或5張好的低花套，也開叫 1NT 而不開叫 1♣ 。
下面是一些例子：
- ♠ A64 ♥ KQ85 ♦ AJ103 ♣ 92
開叫 1NT 。這手牌有14大牌點，又為平均牌型，符合開叫 1NT 的條件。
- ♠ J10643 ♥ AQ5 ♦ KJ3 ♣ K2
開叫 1♠ 。有5張高花時不能開叫 1NT 。
- ♠ KQJ10 ♥ AK5 ♦ 762 ♣ 94
開叫 1♦ 。13大牌點的4333牌型通常不開叫 1NT ，特別在有身價的時候。

### 開叫 1♣
開叫 1♣ 是精準制的核心開叫，亦是唯一一個不具有限制性的開叫，要求有不少於16大牌點，除了可以開叫無王外。另外，如果只有4個失磴甚至更少，即使只有14-15大牌點，也可以開叫 1♣ 。開叫 1♣ 時通常有不超過6個失磴。

### 開叫 2♣
由於開叫 1♣ 已作為強開叫，因此有11-15大牌點，持 ♣ 套的牌就要開叫 2♣ 了。由於線位高了，所以對牌型的要求也較高。
開叫 2♣ 要求 ♣ 為6張或以上套，或雖然只有5張 ♣ 但另有一個4張高花，肯定沒有5張高花。如果牌型更好，只有10大牌點甚至9大牌點也可以開叫 2♣ 。開叫 2♣ 通常有5-7個失磴，如下：
- ♠ QJ43 ♥ A5 ♦ K6 ♣ J10972
開叫 2♣ 。這手牌只有11大牌點，5張較差的 ♣ ，另有一個4張 ♠ ，又有7個失磴，是開叫 2♣ 的下限。
- ♠ 6 ♥ KQ2 ♦ K95 ♣ AK10873
開叫 2♣ 。這手牌有15大牌點，6張很好的 ♣ 套，又只有5個失磴，是開叫 2♣ 的上限。
- ♠ 83 ♥ 92 ♦ K1074 ♣ AKQ65
開叫 1♦ 。這手牌雖然有5張十分好的 ♣ ，但另一個4張套是 ♦ ，不能開叫 2♣ 。
- ♠ 43 ♥ 7 ♦ 1094  ♣ AKQ8652
這手牌雖然只有9大牌點，但可以開叫 2♣，因為 ♣ 為7張堅固套，很有可能可以完成20大牌點左右的 3NT 。

### 開叫 1♦
開叫 1♦ 一般保証 ♦ 有4張，有11-15大牌點，但不符合其他開叫的條件，如果為11-13大牌點的平均牌型，可以以兩或三張 ♦ 來開叫 1♦ ，一般有5-8個失磴，如下：
- ♠ J1072 ♥ AJ3 ♦ Q1063 ♣ K4
開叫 1♦ 。這手牌有11大牌點，4張 ♦ ，8個失磴，是開叫 1♦ 的下限。
- ♠ 6 ♥ KQJ92 ♦ AK10854 ♣ 7
開叫1♦ 。這手牌雖然只有4個失磴，但只有13大牌點，如果同伴只有1張 ♥A 或 ♦Q 而不叫，敵方很有可能會爭叫，因為他們的大牌點力超過平均，所以不用擔心丟局。這手牌在精準制中開叫 1♦ 而不開叫 1♥ ，因為這手牌的實力足以在同伴答叫 1♠ 或 1NT 後逆叫 2♥ ，並再叫一次 ♥ 以顯示5-6兩套強牌。
- ♠ KQ73 ♥ AK105 ♦ 94 ♣ 862
開叫 1♦ 。開叫 1♦ 是預備性開叫，可能只有兩張小 ♦ 。但在多數情況下，開叫 1♦ 有3張好 ♦ 或4張或以上 ♦ 。
- ♠ 43 ♥ 7 ♦ AKQ8652 ♣ 1094
這手牌雖然只有9大牌點，但有一個7張堅固 ♦ 套，如果同伴能有其他花色的大牌就有 3NT 合約，值得開叫。在從前不少牌手會開叫 3NT （賭博式 3NT ），但這會令莊位不利，有可能一開始就連失五磴。因此現在有相當多的牌手持這手牌時會開叫 1♦ ，並按答叫人的答叫靈活處理。

### 開叫 2NT
2NT開叫表示有約22-24大牌點的平均牌型。要注意的是，要是手上有更多的點，就算一樣是平均牌型也必須開叫1♣。一般來說，開叫2NT的與開叫1NT的要求除了點力外基本相同，不過有幾點例外：
- 除非拿的是真的非常爛的五張高花，不然一般不允許五張高花的5332牌型開叫1NT。但若是在上述的點力範圍下，手上又是拿著不夠堅固的五張高花帶頭的5332牌型的話，是可以開叫2NT的（若是堅固高花則開叫1♣）。
- 開叫1NT時每門都至少有兩張牌，但有一門花色是單張大牌的4441牌型則可以開叫2NT。

### 開叫 2♦
使用上面的開叫方法基本上能把所有11大牌點或以上的牌全部開叫，但還有一種情況沒有包括在內，就是11-15大牌點的4-4-1-4牌型（ ♦ 單張）。傳統的精準制使用 2♦ 開叫處理這種情況，而10-15大牌點，4-4-0-5牌型雖然可以開叫 2♣ ，但除非兩個高花很弱而 ♣ 很強，否則開叫 2♦ 會更好。。
2♦ 開叫通常有5-7個失磴。
2♦ 開叫的限制性極強，一個叫品就幾乎已把全手牌和盤托出。不過，由於牌型牌力限制較強，因而能夠開叫 2♦ 的牌較少。現今各精準制有逐漸朝向2♦是自然弱竄叫的趨勢。

## 答叫及詳細叫牌

### 1♣应叫：
```
 1
♦
：0-7个大牌点，等待开叫方描述牌型
 1
♠
：
```